# Elecciones al Senado de Argentina de 1874
Las Elecciones al Senado de la Nación Argentina de 1874 fueron realizadas a lo largo del mencionado año por las Legislaturas de las respectivas provincias para renovar 9 de las 28 bancas del Senado de la Nación.

## Cargos a elegir
| Provincia           | Senado    | Senado    |
| Provincia           | Senadores | A renovar |
| ------------------- | --------- | --------- |
| Buenos Aires        | 2         | 1         |
| Catamarca           | 2         | 1         |
| Córdoba             | 2         | 1         |
| Corrientes          | 2         | —         |
| Entre Ríos          | 2         | —         |
| Jujuy               | 2         | —         |
| La Rioja            | 2         | —         |
| Mendoza             | 2         | 1         |
| Salta               | 2         | —         |
| San Juan            | 2         | —         |
| San Luis            | 2         | 2         |
| Santa Fe            | 2         | 1         |
| Santiago del Estero | 2         | 1         |
| Tucumán             | 2         | 1         |
| Total               | 28        | 9         |

## Resultados por provincia
| Provincia           | Senador electo       |
| ------------------- | -------------------- |
| Buenos Aires        | Dardo Rocha          |
| Catamarca           | Samuel Molina        |
| Córdoba             | Juan Antonio Álvarez |
| Mendoza             | Arístides Villanueva |
| San Luis            | Víctor C. Lucero     |
| San Luis            | Pablo Pruneda        |
| Santa Fe            | Simón de Iriondo     |
| Santiago del Estero | Luis Frías           |
| Tucumán             | Nicolás Avellaneda   |

1. ↑  Renunció el 1 de mayo de 1881, lo reemplaza Carlos Pellegrini el 7 de mayo de 1881.
2. ↑  Falleció el 18 de junio de 1880, lo reemplaza Marcos A. Figueroa el 13 de julio de 1880.
3. ↑  Falleció el 9 de noviembre de 1876, lo reemplaza Luis Vélez el 14 de junio de 1877. Luis Vélez falleció el 20 de septiembre de 1881, lo reemplaza Gregorio Gavier el 8 de noviembre de 1881.
4. ↑  Falleció el 12 de septiembre de 1879, lo reemplaza Rafael Cortés el 10 de junio de 1880. Rafael Cortés renunció el 14 de mayo de 1881, lo reemplaza Carlos Juan Rodríguez el 11 de junio de 1881.
5. ↑  Renunció el 12 de octubre de 1874, lo reemplaza Aureliano Argento el 18 de mayo de 1876.
6. ↑  Falleció el 20 de agosto de 1880, no fue reemplazado.
7. ↑  Renunció el 12 de octubre de 1874, lo reemplaza Uladislao Frías el 7 de mayo de 1875. Uladislao Frías renunció el 14 de enero de 1878, lo reemplaza Tiburcio Padilla el 9 de mayo de 1878.